# باشگاه فوتبال

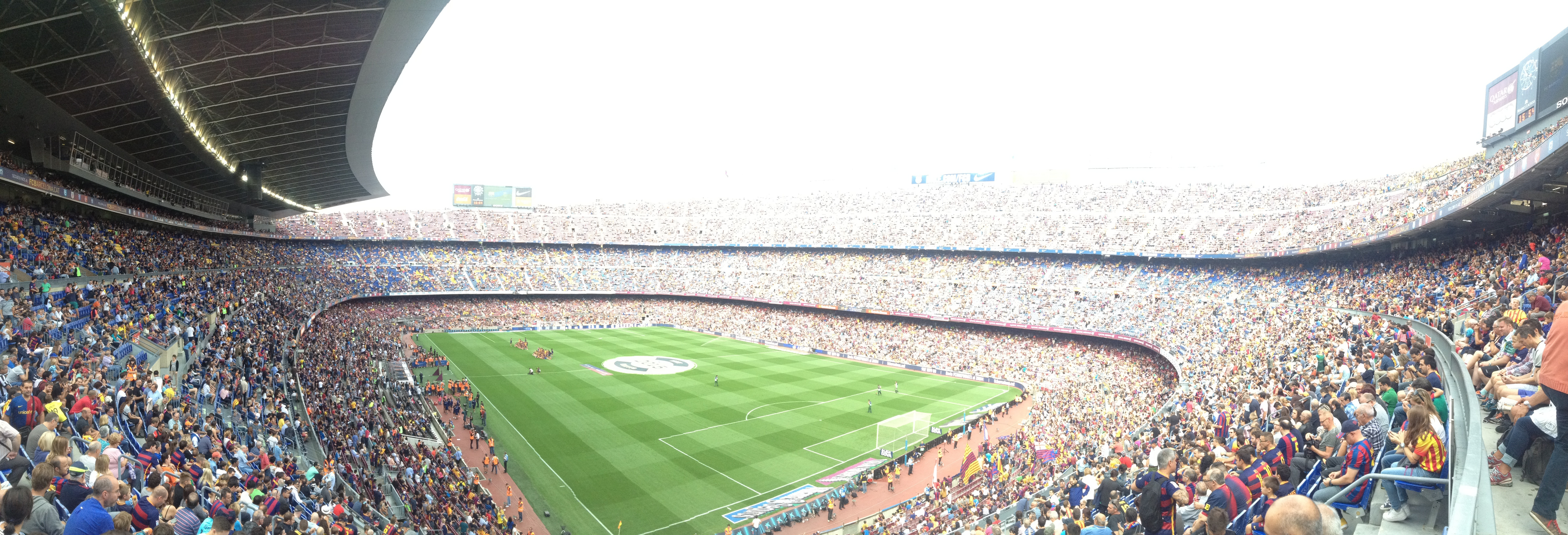
یکی از برجسته‌ترین باشگاه‌های فوتبال جهان، بارسلونا، در جریان بازی خانگی خود در ورزشگاه نیوکمپ.

باشگاه فوتبال نهادی سازمان‌یافته در حوزهٔ ورزش فوتبال است که فعالیت‌های مربوط به تیم‌های فوتبال، از جمله رقابت‌های رسمی، برنامه‌های تمرینی، نقل‌وانتقالات و مدیریت منابع انسانی را هدایت و هماهنگ می‌کند. باشگاه‌ها ممکن است به‌صورت مستقل یا زیرمجموعه‌ای از نهادهای ورزشی، شرکت‌های تجاری، نهادهای عمومی یا گروه‌های هواداری اداره شوند.
باشگاه‌های فوتبال حرفه‌ای، نیمه‌حرفه‌ای و آماتور در سطوح مختلف رقابت می‌کنند. اکثر این باشگاه‌ها در قالب سیستم‌های لیگ ملی یا منطقه‌ای فعالیت دارند و در مسابقاتی نظیر لیگ‌ها، جام‌های حذفی و تورنمنت‌های بین‌المللی شرکت می‌کنند..

## ساختار و مالکیت
ساختار حقوقی باشگاه‌های فوتبال در کشورهای مختلف متفاوت است. در برخی کشورها، باشگاه‌ها در قالب نهادهای غیرانتفاعی یا تعاونی‌های هواداری فعالیت می‌کنند (مانند برخی باشگاه‌های اسپانیا و آلمان)، در حالی‌که در دیگر کشورها به‌عنوان شرکت‌های سهامی یا باشگاه‌های خصوصی ثبت شده‌اند. در دهه‌های اخیر، افزایش سرمایه‌گذاری‌های خارجی در باشگاه‌های مطرح اروپا، شکل سنتی مالکیت را دگرگون کرده است.

## فعالیت‌های باشگاهی
باشگاه‌های فوتبال موظف‌اند بازیکنان، کادر فنی و سایر عوامل خود را مطابق با مقررات نهادهای ملی و بین‌المللی ثبت کنند. فعالیت‌های باشگاهی شامل موارد زیر است:
- شرکت در رقابت‌های لیگ و جام‌ها
- مدیریت قراردادهای بازیکنان
- آموزش و توسعه بازیکنان جوان
- تعامل با هواداران و ارائهٔ خدمات فرهنگی-اجتماعی
- جذب اسپانسر و درآمدزایی تجاری

فیفا و کنفدراسیون‌های قاره‌ای مانند یوفا، AFC، کاف و سایر نهادهای زیرمجموعه، شرایط صدور مجوز حرفه‌ای برای باشگاه‌ها را تعیین می‌کنند. این مجوزها شامل معیارهایی همچون وضعیت مالی، زیرساخت‌های ورزشی، توسعهٔ جوانان و ساختار حقوقی است.

## مسابقات باشگاهی
باشگاه‌های فوتبال در مسابقات داخلی (مانند لیگ برتر، سری آ، لالیگا) و رقابت‌های بین‌المللی (نظیر لیگ قهرمانان اروپا، جام باشگاه‌های آسیا، جام باشگاه‌های جهان) شرکت می‌کنند. در بسیاری از کشورها، سیستم لیگ به‌صورت صعود و سقوط (Promotion and Relegation) اداره می‌شود که بر اساس نتایج فصل، تیم‌ها بین سطوح مختلف جابه‌جا می‌شوند.

## تاریخچه
باشگاه‌های فوتبال به‌عنوان نهادهای رسمی از قرن نوزدهم میلادی در بریتانیا شکل گرفتند. برخی از نخستین باشگاه‌ها مانند شفیلد اف‌سی (تأسیس ۱۸۵۷) هنوز هم فعال هستند و به‌عنوان قدیمی‌ترین باشگاه‌های ثبت‌شده شناخته می‌شوند. در دههٔ ۱۸۶۰، تلاش‌هایی برای استانداردسازی قوانین فوتبال صورت گرفت که در نهایت به تأسیس اتحادیه فوتبال انگلستان (The Football Association) در سال ۱۸۶۳ منجر شد.
در اواخر قرن نوزدهم، گسترش فوتبال در شهرهای صنعتی بریتانیا و اروپای قاره‌ای باعث شکل‌گیری لیگ‌های ملی شد. باشگاه‌هایی مانند استون ویلا (۱۸۷۴)، اورتون (۱۸۷۸)، و آرسنال (۱۸۸۶) از جمله تیم‌های اولیه‌ای بودند که در رقابت‌های رسمی شرکت کردند. به‌مرور، فوتبال باشگاهی به‌صورت سازمان‌یافته به سایر قاره‌ها نیز گسترش یافت..

## نقش اجتماعی و اقتصادی
باشگاه‌های فوتبال در جوامع مختلف نقشی فراتر از یک نهاد ورزشی دارند. این باشگاه‌ها می‌توانند در هویت فرهنگی شهرها، پیوندهای اجتماعی، فعالیت‌های خیریه، آموزش جوانان و حتی سیاست‌های شهری نقش‌آفرینی کنند. همچنین، باشگاه‌های حرفه‌ای بزرگ به‌عنوان کسب‌وکارهای چندملیتی با درآمدهای کلان از پخش تلویزیونی، تبلیغات، انتقال بازیکنان و فروش کالاهای تجاری شناخته می‌شوند.